# 59 (アルバム)
『59』は、2004年3月31日に発売したPUFFYの6枚目のアルバム。
発売時はCCCDであったが後に廃盤、2005年7月に通常CDとして再発された。
アンディ・スターマーのプロデュースによるミニ・アルバムであり、全作曲および英語詞もアンディが手がけている。

## 収録曲
（全作曲：Andy Sturmer）
1. TEEN TITANS THEME [3:08]
作詞：Andy Sturmer
  - タイトル通り、アニメ『ティーン・タイタンズ』のテーマソング。北米版『NICE.』には収録されており、国内では初収録。
2. SUNRISE [3:55]
作詞：PUFFY
  - 17thシングル。『SDガンダムフォース』のオープニングテーマ。
3. JOINING A FAN CLUB [4:01]
作詞・作曲：Roger Manning・Andy Sturmer
  - Jellyfish（アンディの在籍していた米国バンド）のアルバム『こぼれたミルクに泣かないで』収録曲のカバー。
4. 心に花を [4:42]
作詞：PUFFY
5. 風まかせ二人旅 [4:07]
作詞：奥田民生
6. FOREVER [2:29]
作詞：PUFFY
7. SO LONG ZERO [3:57]
作詞：Andy Sturmer
  - 歌詞の異なるバージョンが存在し、映画『スクービー・ドゥー2　モンスターパニック』に使用される際に歌詞を映画に合わせて直したものが「Friends forever」、日本語詞（作詞：PUFFY）の「invisible tomorrow」は前作『NICE.』に収録されている。
8. TEEN TITANS THEME（Japanese version） [3:08]
作詞：PUFFY
  - ボーナス・トラックとして収録。

## 演奏
- PUFFY：Vocal & Harmony
  - 大貫亜美：Guitar Solo (#7)
- アンディ・スターマー
  - All Drums
  - Guitars (#1.2.3.4.6.7.8)
  - Vox Continental Organ (#1.8)
  - Prophet Synthesizer (#1.7.8)
  - Prophet 5 Synthesizer (#2.3)
  - DX7 Synthesizer (#2)
  - Vox Organ (#3)
  - E-bow (#4)
  - Farfisa, Synthesizer, Theremin, Marimba (#5)
  - Tambourine, 12 Strings Guitar, Bongo (#6)
  - Bass (#7)
- John Fields
  - Bass (#1-6.8)
  - Guitars (#1.2.4-8)
  - Organ (#6)
  - Hammond Organ B-3, Roland Space Echo, Chamberlin (#7)
- Lyle Workman：Guitars (#3.5)
- Ev：DX7 Synthesizer (#4)